# Kendié
Ne doit pas être confondu avec Kendé.
Kendié est une localité et une commune rurale du Mali, chef-lieu de cercle et d'arrondissement, dans la région de Bandiagara.
La population communale atteint 25 482 habitants en 2009.

## Géographie
La localité de Kendié est située à 41 km, au nord du chef-lieu régional Bandiagara. 
| Lowol Guéou  | Dangol Boré | Borko, Dogani Béré |
| Pignari Bana | Kendié      | Kendé              |
| Doucoumbo    | Soroly      | Wadouba            |

## Histoire
En 2023, la commune est soustraite du cercle de Bandiagara et est érigée en chef-lieu de cercle.

## Villages
La commune s'étend sur 35 localités relevées lors du recensement général de 2009. 
Les villages les plus peuplés sont :
- Koundiala (2 954 habitants)
- Kendié (2 743 habitants)
- Banguel Toupe (1 576 habitants)

autre village :
- Sogodougou